# John Winter (Leichtathlet)

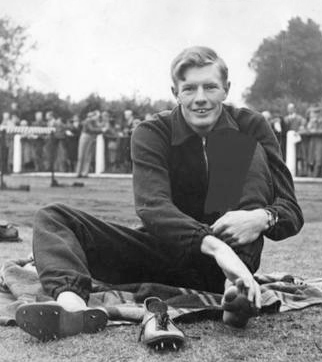
John Winter

John Arthur Winter (* 3. Dezember 1924 in Perth, Western Australia; † 5. Dezember 2007 ebenda) war ein australischer Leichtathlet.
Winter gewann als erster Australier bei den Olympischen Spielen 1948 in London die Goldmedaille im Hochsprung, nachdem er als einziger die Höhe von 1,98 m überqueren konnte. Der Olympiasieg war insofern überraschend, als die verbliebenen vier Konkurrenten im Wettbewerb um die Goldmedaille allesamt eine höhere Bestleistung als Winter vorweisen konnten.
Zwei Jahre später gelang ihm bei den British Empire Games 1950 in Auckland ein weiterer Sieg; erneut sprang Winter als einziger über 1,98 m.